# Euriphene intermixta
Euriphene intermixta is een vlinder uit de onderfamilie Limenitidinae van de familie Nymphalidae. De wetenschappelijke naam van de soort is voor het eerst geldig gepubliceerd in 1904 door Per Olof Christopher Aurivillius.